# Gutartige Prostatavergrößerung des Hundes

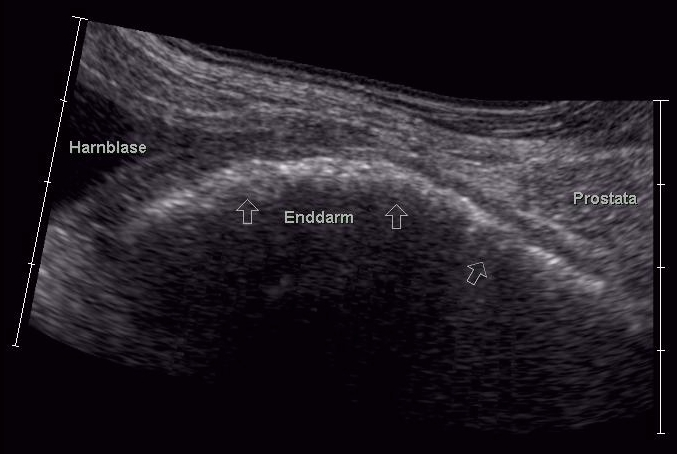
Ultraschallbild einer Kotanschoppung infolge einer Prostatavergrößerung

Die gutartige Prostatavergrößerung des Hundes (fachsprachlich benigne Prostatahyperplasie, BPH, gelegentlich auch noch benigne Prostatahypertrophie) ist eine häufige nichtinfektiöse Erkrankung des älteren intakten Rüden, die durch eine Vergrößerung der Vorsteherdrüse (Prostata) gekennzeichnet ist. Im Gegensatz zur gutartigen Prostatavergrößerung des Mannes dominieren beim Hund Kotabsetzbeschwerden das klinische Bild. Die Behandlung erfolgt durch eine Kastration oder die Gabe von Antiandrogenen.

## Vorkommen und Ursachen
Die Erkrankung kommt nur bei intakten (unkastrierten) Rüden vor und macht etwa die Hälfte aller Prostataerkrankungen aus. Sie wird vor allem bei älteren Rüden beobachtet, selten sind bereits junge Tiere im Alter von 2 oder 3 Jahren betroffen. Im Alter von 5 Jahren können durch Sonografie bereits bei 80 % der Hunde Prostataveränderungen nachgewiesen werden, im Alter von 9 Jahren bei 95 % der Rüden.
Ursache für die Vergrößerung ist ein steigendes Östrogen-Testosteron-Verhältnis. Dies wird durch den veränderten Stoffwechsel des Testosterons sowie durch die altersbedingte Zunahme des Körperfetts bedingt, welches größere Östrogenmengen speichert. Die veränderte Expression von Rezeptoren für Dihydrotestosteron (DHT) und dessen erhöhte Konzentration im Drüsenepithel sowie veränderte Enzym- und Stoffwechselmuster spielen ebenfalls eine Rolle bei der Krankheitsentstehung. Auch genetische Faktoren und eine gesteigerte Prolaktinbildung werden diskutiert.

## Klinisches Bild und Diagnostik

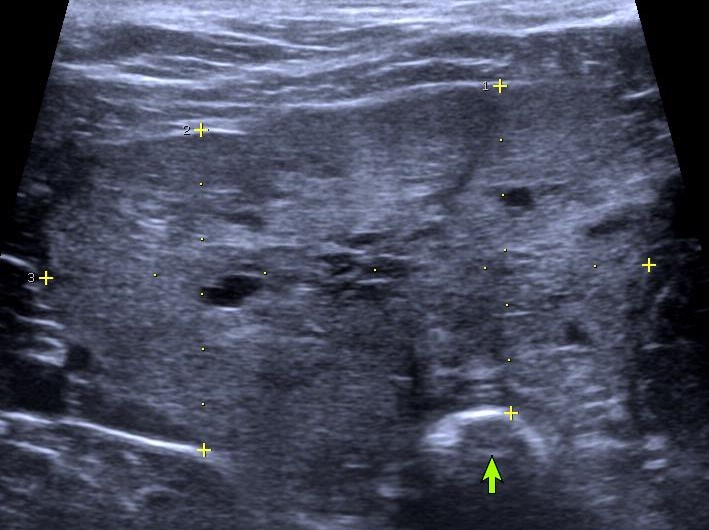
Ultraschallbild einer vergrößerten Prostata mit nach dorsal gedrängtem Mastdarm (Pfeil) und kleinen Zysten

Erste klinische Anzeichen sind ein wässrig-blutiger Ausfluss aus der Harnröhrenmündung. Wenn das Prostatasekret rückwärts in die Harnblase gelangt, können auch blutige Beimengungen im Urin auftreten. Im Zuge der zentripetalen Prostatavergrößerung drückt diese zunehmend auf den Mastdarm, so dass der Kotabsatz erschwert ist (Dyschezie, Koprostase). Durch den erhöhten Bauchinnendruck beim Kotabsatz kann es zur Entstehung von Perinealhernien kommen. Eine Kompression der Harnröhre ist dagegen, im Gegensatz zum Mann, eher selten. Lediglich in gut einem Viertel der Fälle treten Harnabsatzstörungen wie Dysurie  oder Strangurie auf.
Klinisches Bild und die die Rektaluntersuchung der Prostata sind bereits stark hinweisend auf die BPH. Die Prostata ist in der Regel symmetrisch vergrößert und die mediane Furche zwischen den beiden Lappen des Prostatakörpers bleibt erhalten. Weitere Befunde liefert die Sonografie. Die Drüse ist vergrößert, das Parenchym gleichmäßig echoreich (hyperechogen). Gelegentlich treten Prostatazysten auf, die sich als runde, dünnwandige anechogene Gebilde darstellen. Röntgenologisch kann die Größe der Prostata bestimmt werden, gegebenenfalls auch Verkalkungen oder Lymphknotenvergrößerungen. Differentialdiagnostisch sind vor allem die akute und die chronische Prostatitis in Betracht zu ziehen. Diese Erkrankungen lassen sich mit den derzeitigen Methoden nicht sicher von der BPH abgrenzen. Weiterführende Untersuchungsmöglichkeiten sind Elastographie, Computertomographie (insbesondere mit Kontrastmittel) und Magnetresonanztomographie. Diese Untersuchungen sind jedoch nur in Tierkliniken möglich, erfordern eine Vollnarkose und sollten daher vor allem bei Verdacht auf Prostatakrebs durchgeführt werden.
Prostatasekret kann durch einen in der Harnröhre im Bereich des verstreuten Teils der Prostata (Pars dissemenata) platzierten Katheter und anschließende Prostatamassage gewonnen werden. Dieses kann einer bakteriologischen Untersuchung zum Ausschluss einer bakteriellen Prostatitis unterzogen werden. Die Messung der caninen prostataspezifischen Esterase (CPSE) im Blut ist wenig hilfreich, da dieses Enzym auch bei anderen Prostataerkrankungen erhöht ist und zudem altersabhängig variiert. Setzt man die Enzymaktivität zum Prostatavolumen und zur klinischen Symptomatik in Beziehung, so verbessert sich die diagnostische Sicherheit.
Die Diagnose kann nur durch eine Feinnadelaspiration und die anschließende zytologische Untersuchung gesichert werden. Diese erzielt eine Übereinstimmung mit der histopathologischen Untersuchung von etwa 80 %. Die Feinnadelaspiration ist aber vor allem zur Unterscheidung zwischen chronischer Prostatitis und Tumoren angezeigt, für die Routinediagnostik sind klinische und sonografische Untersuchungen ausreichend.

## Therapie
Die effektivste Behandlung ist die Kastration. Diese führt in sechs bis zwölf Wochen zu einer Schrumpfung (Involution) der Prostata. Medikamentös können Antiandrogene wie Delmadinon, Osateron, Finasterid oder Deslorelin eingesetzt werden. Der Vorteil von Osateron ist, dass die Spermaqualität kaum beeinträchtigt ist, so dass es auch bei Zuchtrüden eingesetzt werden kann. Deslorelin führt dagegen auch zu einer Unterdrückung der Spermatogenese („chemische Kastration“).